# Светски дан туризма
Светски дан туризам је међународни празник који се обележава сваке године 27. септембра у целом свету. Циљ обележавања овог дана је да се код људи развије свест везана за туризам, путовања, културу...

## Историјат
Светски дан туризма се обележава у целом свету од 1979. године. Светска туристичка организација (UNWTO) је одредила 27. септембар као Светски дан туризма, јер је на тај дан 1970. године у Мексику усвојен статут ове организације. Путовања омогућују људима уживање, задовољство, али многа путовања су и образовног карактера. Да би туристичка услуга била на очекиваном нивоу потребни су међународни стандарди који пружају најбоља решења за ту услугу. Међународна организација за стандардизацију (ISO) усвојила је на десетине међународних стандарда који пружају смернице и служе као важни алати у туристичкој индустрији. Ови стандарди могу утичу на унапређење туристичких услуга у областима као што су заштита природне средине, одрживи системи управљања објектима за смештај, као и авантуристички и индустријски туризам.

#### Туризам и туриста као појам
Туризам представља скуп односа и појава који долазе из путовања и боравка посетилаца у неко место, ако при том боравку они не одлуче да им то место буде стално место боравка. Термин  туризам први пут је забележен у речнику француског филозофа, лекара, политичара и лексиографа Емила Литреа 1873. године. Док је туриста особа које путује на неколико сати или дуже у неку земљу или део своје земље, где нема своје стално место боравка, а ту је из туристичких потреба. Термин туриста је први употребио француски књижевник Анри Бел, познат под псеуденимом Стендал у путописном роману Мемоари једног туристе 1838. године.